# Las Vegas (série télévisée)
Pour les articles homonymes, voir Las Vegas (homonymie).
Las Vegas est une série télévisée américaine en 106 épisodes de 42 minutes, créée par Gary Scott Thompson et diffusée entre le 22 septembre 2003 et le 15 février 2008 sur le réseau NBC et en simultané sur le réseau Global au Canada
La série est réputée pour avoir reçu un certain nombre de stars au cours de différentes saisons, notamment Paris Hilton, Jean-Claude Van Damme, The Pussycat Dolls ou Rihanna.
En France, la série est diffusée depuis le 6 septembre 2004 sur TPS Star, depuis le 2 janvier 2005 sur TF1 et sur TMC et sur NRJ 12 dès le 6 février 2017 ; En Belgique sur AB3, en Suisse sur RTS Un, et au Québec à partir d'octobre 2004 sur Mystère puis rediffusée en clair à partir du 25 mai 2006 sur le réseau TVA.

## Synopsis
Ed Deline, dit « Big Ed », ancien agent de la CIA, dirige un casino très réputé de Las Vegas, le Montecito. Pour lui comme pour ses employés, la vie y est parfois dangereuse, toujours trépidante : ils peuvent être amenés à arrêter les tricheurs, enquêter sur des disparitions, empêcher des attentats à la bombe et faire face à des clients tous plus loufoques les uns que les autres.
Il est entouré de Danny McCoy (le chef de la sécurité), Mike Cannon (voiturier puis à la sécurité aux côtés de Danny), Samantha « Sam » Jane Marquez (une hôtesse qui s'occupe des gros clients qu'elle nomme « baleines »), Mary Connell (chargée de l'événementiel et amie d'enfance de Danny), Delinda Deline (la fille de Ed, qui gère le Mystic, le bar hyper branché du Montecito) et Nessa Holt (fille adoptive de Ed, chargée des tables de jeu).

## Distribution

### Acteurs principaux
- James Caan (VF : Georges Claisse) : Edward Melvin « Big Ed » Deline (Saisons 1-4, invité S5 ep1)
- Tom Selleck (VF : Jacques Frantz) : A.J. Cooper (Saison 5)
- Josh Duhamel (VF : Alexis Victor) : Danny McCoy
- James Lesure (VF : Christophe Peyroux) : Mike Cannon
- Vanessa Marcil (VF : Dominique Westberg) : Samantha « Sam » Jane Marquez
- Molly Sims (VF : Caroline Delauney) : Délinda Deline
- Nikki Cox (VF : Dominique Léandri) : Mary Connell (Saisons 1-4, invitée S5 ep1)
- Marsha Thomason (VF : Olivia Dalric) : Nessa Holt (Saisons 1-2)
- Camille Guaty (VF : Céline Ronté) : Piper Nielsen (Saison 5)

### Acteurs récurrents
- Mitch Longley (en) (VF : Frédéric Darie S.1-3 puis Gérard Chergui S.4-5) : Mitch Sassen (Saisons 1-5)
- Suzanne Whang (VF : Nathalie Duverne) : Polly Nguyen (Saisons 3-5)
- Guy Ecker (VF : Tony Joudrier) : Luis Perez (Saisons 1-2)
- Rikki Klieman (en) : Kathy Berson (Saisons 3-5)
- Cheryl Ladd (VF : Céline Monsarrat) : Jillian Deline (Saisons 1-5)
- Lara Flynn Boyle (VF : Anne Deleuze) : Monica Mancuso (Saison 3)
- Dean Cain (VF : Emmanuel Curtil) : Casey Manning (Saisons 2-4)
- Lakshmi Manchu (en) (VF : Pauline Pinsole) : Sarasvati Kumar (2004-2006)
- Harry Groener (VF : Jean-Claude Montalban) : Gunther (2004-2006)
- Anna Pheil (VF : Béatrice Cheramy) : Erika (2006-2008)
- Malaya Rivera-Drew (VF : Marie Donnio) : Shannon (2006-2007)

### Personnalités invitées
De nombreuses personnalités font une apparition dans la série le temps d'un ou plusieurs épisodes, parmi lesquelles :
- Adam Carolla
- Alec Baldwin
- Annie Duke
- Ashanti
- Ben Feldman
- Ben Jelen (en)
- Big and Rich
- Blue Man Group
- Brian Austin Green
- Brooks & Dunn
- Chad Knaus (en)
- Charo
- Christian Kane
- Chubby Checker
- Clint Black
- Cowboy Troy (en)
- Criss Angel
- Dave Foley
- Dave Mirra
- Dennis Hopper
- Dennis Rodman
- Dominic Keating
- Don Knotts
- Donny Osmond
- Duran Duran
- Elliott Gould
- Everlast
- Famille Maalouf (en)
- Fergie
- George Hamilton
- Gladys Knight
- Howard Lederer
- Howie Mandel
- Hugh Hefner
- James Blunt
- James Hong
- Jay Mohr
- JC Chasez
- Jean-Claude Van Damme
- Jerry O'Connell
- Jewel
- Jill Hennessy
- Jimmie Johnson
- Joanna Krupa
- Joe Rogan
- John Elway
- John Legend
- Jon Bon Jovi
- Jon Lovitz
- Kathryn Joosten
- Lance Burton
- Lawrence Taylor
- Lil' Flip
- Little Richard
- Los Lonely Boys
- Mark McGrath
- Michael Bublé
- Mims
- Montgomery Gentry
- Ne-Yo
- OK Go
- Oscar Goodman
- Paris Hilton
- Paul Anka
- Penn and Teller
- Richard Burgi
- Rihanna
- Robert Goulet
- Robert Wagner
- Ron Jeremy
- Sean Astin
- Terry Bradshaw
- Sarah Clarke
- Sasha Cohen
- Snoop Dogg
- Sugar Ray
- Sugarland
- Sylvester Stallone
- Rachael Leigh Cook
- Tamyra Gray
- The Black Eyed Peas
- The Polyphonic Spree
- The Pussycat Dolls
- Tony Orlando (en)
- Wayne Newton
- Wolfgang Puck

Version française
- Société de doublage : Alter Ego[1],[2]
- Direction artistique : Isabelle Brannens[2] (saisons 1 à 3) / Anneliese Fromont[2] (saisons 4 à 5)
- Adaptation des dialogues : Marc Gérard-Ygor, Franco Quaglia, Marie-Pierre Deprez, Pascale Gatineau & Gilles Gatineau[2]

 Source et légende : version française (VF) sur RS Doublage et Doublage Séries Database

## Personnages
- Ed Deline dit Big Ed : Ancien agent de la CIA, il est directeur des opérations du Montecito. Son vrai prénom est Edouard, mais il le déteste. Il ne tolère pas l'irrespect et défend toujours ses employés contre les clients méprisants. Il aime le golf, le tennis et les arts martiaux. Son employé préféré est Danny, mais il ne lui a jamais avoué. À la fin de la saison 4, il participe au meurtre du père de Mary. Il fuit lorsque la police vient l'interpeler. On apprend par sa femme Jillian qu'il a repris ses activités à la CIA et qu'il a divorcé. Ed est un homme "fort", qui ne se laisse jamais impressionner par le pire des malfrats mais peut se retrouver totalement désarmé face à sa propre fille ou à n'importe quelle situation gênante.
- Danny McCoy : C'est le chef de la sécurité et le protégé de Ed qui le traite comme un fils. Jeune Marine, il est renvoyé au front à la fin de la saison 1 et reçoit la Silver Star à son retour. Après la démission de Ed dans la saison 3, Danny est nommé Président des Opérations. Finalement, il est renommé Responsable de la Sécurité au retour de Ed. Il a grandi à Las Vegas. À la fin de la saison 2, son père, Larry McCoy, meurt dans un accident et Danny hérite de son entreprise de construction. Il sortira brièvement avec Delinda dans la saison 1. Il proposera le mariage à Mary Connell, que cette dernière accepte mais finit par revenir sur sa décision, car elle estime que Danny a beaucoup de chose à trier avec lui-même. Il finit par se rendre compte qu'il est amoureux de Delinda, et emménage avec elle. Dans la dernière saison, elle est enceinte de leur premier enfant. Il est le protagoniste de la série, a de grandes aptitudes au combat grâce à son passage dans l'armée mais se retrouve très souvent dans des situations de rivalité comique avec son ami Mike ou d'infériorité tout autant comique avec Ed Deline.
- Delinda Deline : C'est la fille d'Ed. Elle revient tout juste d'Europe où elle a fait des études de psychologie, mais elle est retournée à Las Vegas car elle trouve que le plus gros problème du genre humain est qu'ils sont ennuyeux. Elle ne reste jamais très longtemps avec le même homme, si bien que sa mère lui organise un mariage avec un ancien petit ami qu'elle refuse quelques minutes avant car elle se rend compte qu'elle est amoureuse de Danny. Elle gère le Mystic, un établissement qui fait restaurant, bar et discothèque branchée au Montecito. Après la reconstruction du casino, elle a, pendant un court temps, la gestion du Pure, la discothèque du Caesar Palace, mais Ed réussit à la convaincre de reprendre le Mystic juste à temps pour sa réouverture. Delinda est le personnage excentrique et immature de la série. Extrêmement superficielle elle ne privilégie que les relations d'une nuit avec des célébrités métrosexuelles, avant de retourner définitivement avec Danny.
- Mike Cannon : Il possède un diplôme d’ingénieur en mécanique mais préfère la situation de voiturier pour une raison simple : l’argent. Il est voiturier au Montecito et donc chargé de faire un suivi des gens qui viennent dans le casino. Au fil des épisodes il quitte son poste de voiturier pour travailler dans la sécurité avec Danny et Ed. Il est le meilleur ami de Danny. Après le départ d'Ed Deline dans la saison 5, il deviendra le chef de la sécurité du Montecito. Dans la saison 2, il a une courte relation avec Nessa. Malchanceux en amour, il est un des éléments comiques de la série. Très souvent associé à Danny dans des missions périlleuses il est toujours en retard dans l'action mais finit tout de même par obtenir le poste de chef de la sécurité grâce à ses immenses connaissances en technologie (il développera par exemple des caméras miniatures pour démanteler des gangs de mafieux dans des missions particulièrement dangereuses).
- Samantha Jane Marquez : Elle est la meilleure hôtesse de Vegas et possède le plus gros carnet d'adresses de « baleines » de toute la ville. Elle s'occupe du confort des gros joueurs (les « baleines ») et est commissionnée sur la perte d'argent aux jeux de ses clients. Débauchée d'un autre casino par Danny sur les ordres d'Ed, elle travaille en exclusivité pour le Montecito dans les saisons 1 et 2. Elle travaille ensuite en indépendant à partir de la saison 3 mais, comme ses clients préfèrent le Montecito, ça ne change pas grand-chose. Elle est décrite comme une hôtesse impitoyable, utilisant toutes les fourberies pour faire venir les clients. Elle vit dans une suite au Montecito. Elle est la femme fatale de la série. Insensible en amour, prête à tout pour de l'argent, elle montrera parfois quelques élans de compassion en défendant ses amies ou en refusant de fortes sommes d'argent en échange de services quelque peu déshonorants.
- Nessa Holt : Son père est mort lorsqu'elle était petite et Ed et sa femme l'ont recueillie. Elle vit depuis avec eux, considérant Ed comme son père et Delinda comme sa sœur. Elle contrôle les tables de jeu du casino. Elle est surnommée la Reine des Glaces car elle sait chauffer les hommes et repartir comme si de rien n'était. Elle a une courte relation avec Mike. À la fin de la saison 2, Nessa apprend qu'elle a une demi-sœur à Londres et saute dans le premier avion pour la retrouver. Elle quitte définitivement la série sur cette scène.
- Mary Connell : Elle est directrice de l’événementiel et de l’hébergement du Montecito. Originaire de Las Vegas, elle a été violée par son père étant enfant. Danny, son ami d'enfance, l'a protégée de son père, allant jusqu'à la cacher dans sa chambre. Elle est amoureuse de Danny et espère un jour se marier avec lui. À la fin de la saison 1, on apprend que son père s'est remarié et qu'elle a deux petites sœurs. Adulte, elle entretient une relation avec Danny (saisons 1 & 2), mais refuse sa demande en mariage. Dans la saison 3, elle entretient une relation avec Jake, un avocat, mais refuse également sa demande en mariage. Elle a eu une courte relation avec Casey (l'ex mari de Sam) durant la saison 4. Dans cette même saison, elle apprend que son père a également violé ses petites sœurs et accepte de témoigner contre lui à son procès. Lorsque son père est innocenté, elle décide de le tuer. Elle l'attend à la sortie d'un bar, mais elle n'est pas seule ; Ed et Danny sont là également. Trois coups de feu sont tirés. Mary s'enfuit et quitte définitivement la série. On apprend qu'elle va bien dans la saison 5 lorsqu'elle envoie à Danny une photo de la maison de ses rêves.
- Jillian Deline : C'est la femme d'Ed et la mère de Delinda. Elle adore faire du shopping avec sa fille. Elle voudrait voyager, mais Ed est trop pris par son casino. Elle quitte Las Vegas avec son mari à la fin de la saison 4 et réapparait pour le dernier épisode de la saison 5 où on apprend qu'elle a divorcé d'Ed. Jillian est le talon d’Achille principal de son mari Ed. Ce dernier étant particulièrement froid et violent envers ses adversaires, il se retrouve totalement soumis à sa femme lorsqu'elle lui fait des demandes totalement incongrues.
- Monica Mancuso : Elle est la propriétaire du Montecito, grâce à son passé de croqueuse de diamants, pendant les épisodes 1 à 9 de la saison 3. Mais elle meurt en étant emportée par le vent du toit du Montecito après une dispute avec Danny.
- Casey Manning : Lui et Sam sont mariés mais ils ne se voient presque jamais et Sam refuse de vivre avec lui malgré ses multiples demandes. Ils divorcent lorsque Casey devient propriétaire du Montecito jusqu'à ce qu'il meure, dans l'épisode 15 de la saison 4, tué par une pieuvre géante (!). Au cours de ce même épisode, on découvre qu'il a en fait été empoisonné.

## Diffusion internationale
Tableau de diffusion internationale de la série Las Vegas
| Pays de diffusion | Chaîne de diffusion             |
| ----------------- | ------------------------------- |
| Autriche          | ORF eins                        |
| Belgique          | AB3                             |
| Canada            | Global (en), Mystère & TVA (fr) |
| Espagne           | Cuatro                          |
| États-Unis        | NBC                             |
| France            | TPS Star, TF1, TMC et NRJ12     |
| Italie            | Rai Due                         |
| Pays-Bas          | RTL5                            |
| Pologne           | Fox Life et TV Puls             |
| Suisse            | RTS Un                          |

## Commentaires
- Le générique d'origine est un tube d'Elvis Presley, A Little Less Conversation (remixé par JXL) mais il a dû être changé pour certains pays par Let It Ride de Charlie Clouser.
- Alors que de nombreux critiques prédisaient à la série une mort prématurée, Las Vegas fut le seul programme de NBC à être renouvelé pour une deuxième saison en 2004. Sur sa case de diffusion (le lundi à 22 h), la série devait pourtant affronter Tout le monde aime Raymond et Mon oncle Charlie (Two and a Half Men), les deux sitcoms de CBS[3].
- Las Vegas s'est arrêté au terme de sa 5e saison, en raison de mauvaises audiences notamment dues au départ de James Caan (Ed) remplacé par Tom Selleck. L'arrêt est dû aussi à la Grève de la Writers Guild of America de 2007, qui perturba plusieurs tournages de séries télévisées, du 5 novembre 2007 au 3 février 2008.
- Quelques épisodes ont été tournés en crossover avec la série Preuve à l'appui (Crossing Jordan).
- L'hôtel Montecito n'existe pas en réalité. Le premier Montecito était inspiré du Mandalay Bay, un hôtel-casino de Las Vegas. Mais à la fin de la deuxième saison, le Montecito change de propriétaire et est détruit. À partir de la troisième saison on découvre le nouveau Montecito. Un extérieur flambant-neuf et un intérieur luxueux pour l'un des plus grands hôtel-casinos du Las Vegas Strip.
- Le Montecito de la série est aussi utilisé pour la série Heroes (saison 1 épisode 5) où vont jouer Hiro et Ando. Il est également présent dans l'épisode pilote de la série Le Retour de K 2000 (Knight Rider) lorsque Sarah Graiman vient chercher Mike Traceur qui joue au poker. Enfin, dans la série télévisée Monk, l'épisode 14 de la saison 3 (Monk se pique au jeu) l'affaire se déroule au sein du Montecito. Le concept d'endroit cross-over sur NBC est repris en 2018 avec le Cloud 9 de la série Superstore.
- Dans l'épisode 11 de la saison 3, Ed Deline (James Caan), alors que le réalisateur du tournage pour une nouvelle publicité pour le Montecito lui dit de rester détendu comme « Sonny » dans Le Parrain, dit ne jamais avoir vu ce film. C'est justement ce rôle que l'acteur joue dans Le Parrain.
- Dans l'épisode 2 de la saison 4 Ed Deline (James Caan) voyage avec un passeport canadien du nom de Alan Trahern. Il porte ce nom dans le film El Dorado aux côtés de John Wayne.
- Dans l'épisode 12 de la saison 5, Danny McCoy (Josh Duhamel), alors envoyé dans le Wyoming par A.J. Cooper (Tom Selleck) pour acheter un cheval à un de ses rivaux, dit venir du Dakota du Nord, région où Josh Duhamel est né. Dans le même épisode, Danny rencontre un enfant fan de Fergie, et se dit lui-même fan. Fergie est en fait la femme de l'acteur Josh Duhamel.